# Oyé
Oyé ist eine französische Gemeinde mit 290 Einwohnern (Stand 1. Januar 2022) im Département Saône-et-Loire in der Region Bourgogne-Franche-Comté. Die Bewohner werden Oyéens und Oyéennes genannt.

## Lage
Oyé liegt in einer Höhe von etwa 340 m ü. d. M. in der alten Kulturlandschaft des Brionnais im Süden Burgunds. Der Ort befindet sich etwa 19 Kilometer (Fahrtstrecke) südlich von Paray-le-Monial bzw. etwa 44 Kilometer nördlich von Roanne. Die sehenswerten Orte Anzy-le-Duc, Marcigny, Semur-en-Brionnais, Saint-Julien-de-Jonzy, Charlieu und Iguerande befinden sich allesamt im Umkreis von etwa 20–25 Kilometern.

## Geschichte
Im Mittelalter gehörten der inzwischen aufgegebene Ort und die zerstörte Burg von Sancenay zum Besitz des Hauses Semur. Einziger Überrest ist die Wallfahrtskirche von Sancenay.

### Bevölkerungsentwicklung
| Jahr      | 1962 | 1968 | 1975 | 1982 | 1990 | 1999 | 2006 | 2020 |
| Einwohner | 370  | 387  | 316  | 270  | 250  | 285  | 292  | 306  |

Im 19. Jahrhundert hatte der Ort lange Zeit über 500 Einwohner.

## Wirtschaft
Die hügelige Umgebung von Oyé war stets landwirtschaftlich geprägt, wobei der bis ins 19. Jahrhundert hinein betriebene Weinbau nach der Reblauskrise gänzlich aufgegeben wurde. Heute spielt die Zucht von Charolais-Rindern eine größere Rolle. Der Ort selbst blieb bis ins frühe 20. Jahrhundert hinein das Handwerks-, Handels- und Dienstleistungszentrum für die Weiler und Einzelgehöfte der Umgebung.

## Sehenswürdigkeiten

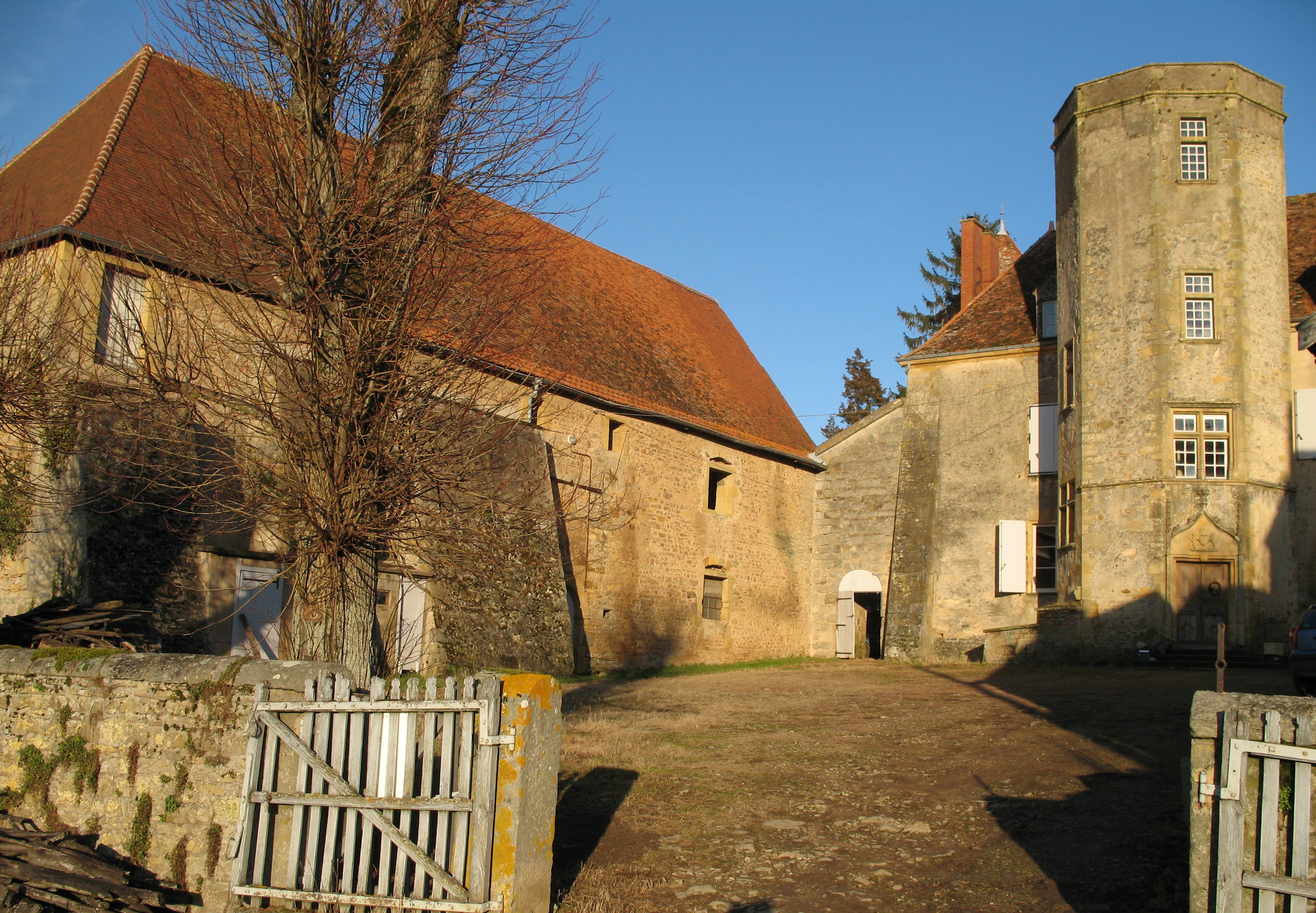
Château d’Oyé (Hofseite)

- Die Pfarrkirche Saint-Jean-Baptiste von Oyé ist ein dreischiffiger, aber ausgesprochen schlichter Bau aus dem 18. Jahrhundert.
- Das in Teilen noch mittelalterlich anmutende Château d’Oyé hat heute den Charakter eines Gutshofes. Beachtenswert ist der dem zweigeschossigen und von zwei seitlichen Rundtürmen gerahmten Wohntrakt (corps de logis) vorgelagerte oktogonale Treppenturm mit seinem kielbogenbekrönten Portal, in dessen Bogenfeld mehrere Wappenschilde zu sehen sind.
- Etwa zwei Kilometer außerhalb des Ortes steht die ehemalige Burgkapelle, später dann bedeutende Wallfahrtskirche von Sancenay, deren – teils legendäre – Ursprünge bis ins 11. Jahrhundert zurückreichen. Der heutige Bau mit seiner bemalten Holzdecke im Innern entstammt im Wesentlichen dem 15. Jahrhundert, wurde aber immer wieder restauriert bzw. überarbeitet.
- Etwa einen Kilometer nordöstlich des Ortes steht das Château de Chaumont, eine dreiflügelige Schlossanlage mit Taubenhaus (colombier) aus dem 16. bis 18. Jahrhundert. Das Schloss befindet sich in Privatbesitz; Garten und Kapelle sind im Ferienmonat August für Besucher geöffnet. Das Schloss ist seit dem Jahr 1990 in Teilen als Monument historique eingeschrieben.[1]

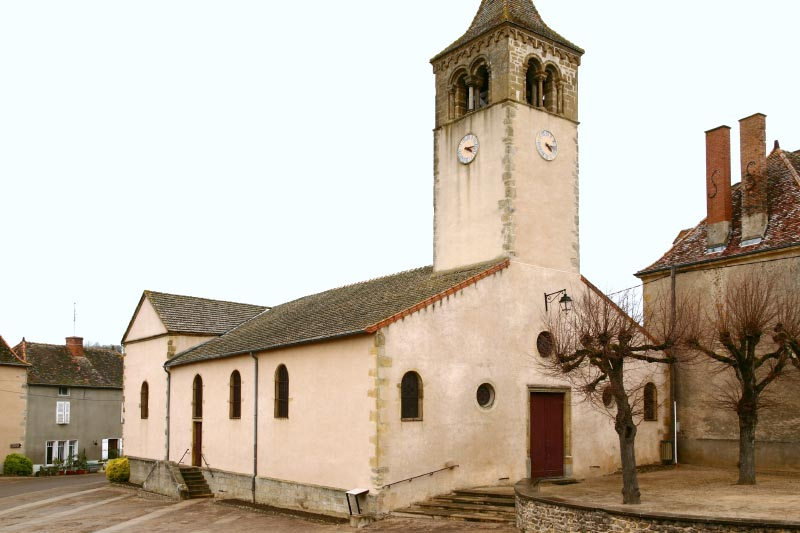
Pfarrkirche Saint-Jean-Baptiste
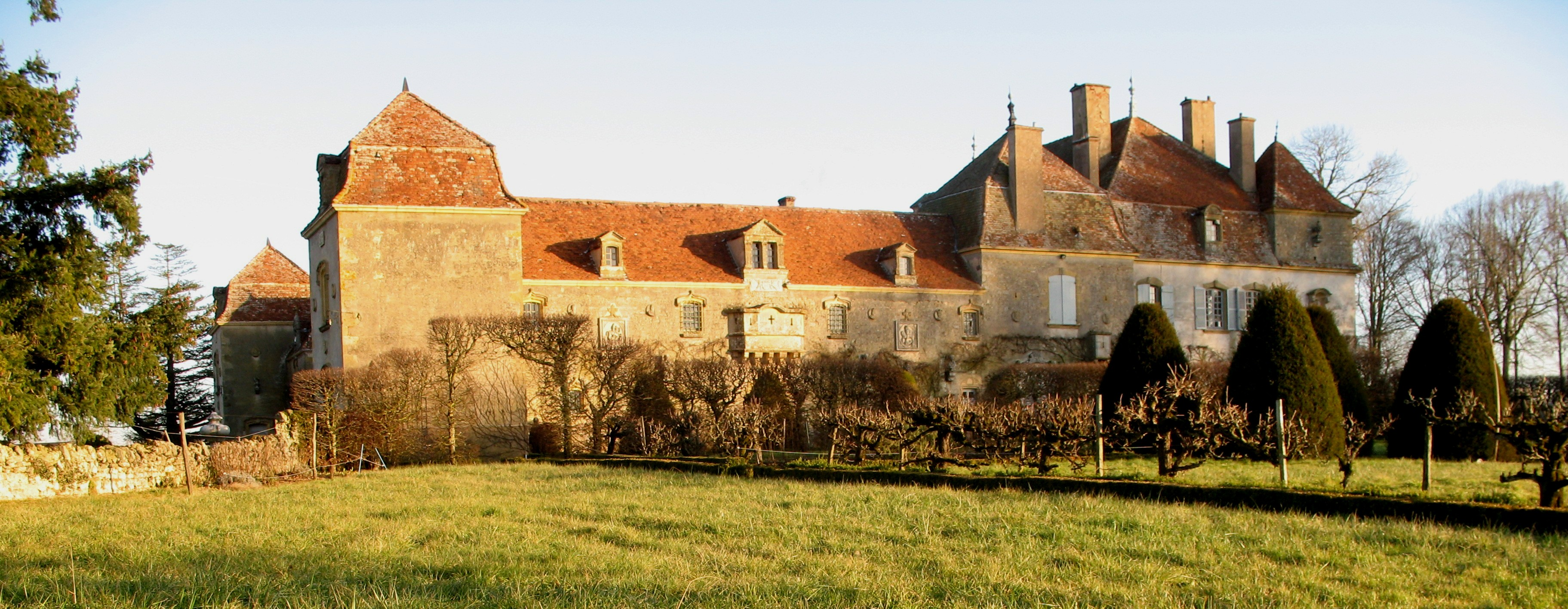
Château de Chaumont
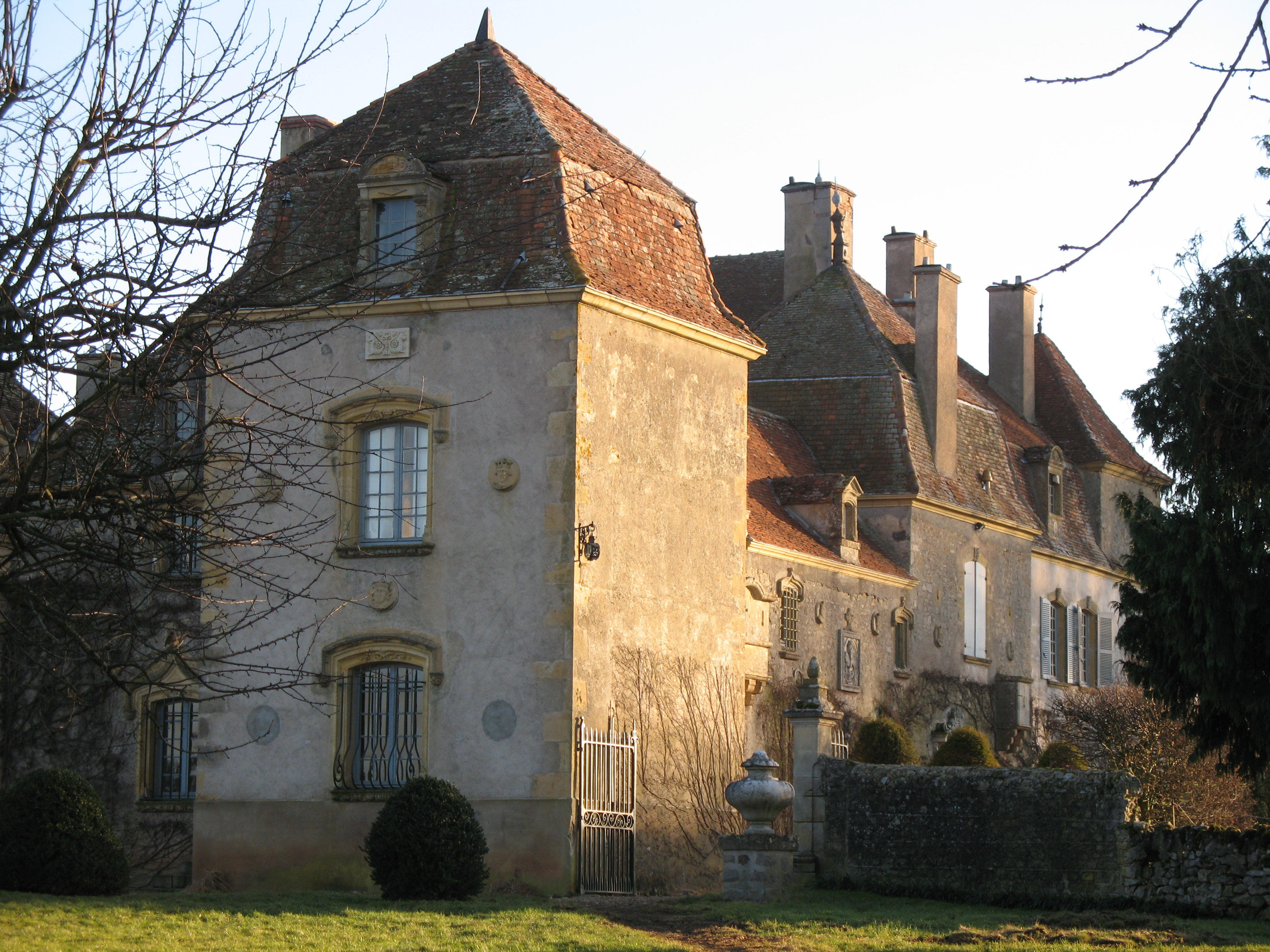
dto.